# Wizo (groupe)
Pour les articles homonymes, voir Wizo.
Wizo, aussi stylisé WIZO, est un groupe de punk rock allemand, originaire de Sindelfingen. Le groupe publie son premier album en 1986 et se sépare longtemps après, en 2005. Il redevient actif en 2009.

## Biographie

### Première période (1986–2005)

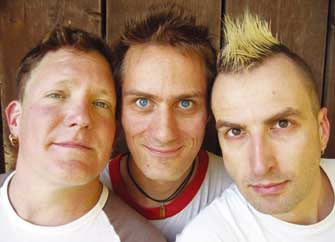
Jörn Genserowski – Thomas Guhl – Axel Kurth.

Le groupe est formé en 1985 après la rencontre du bassiste Jörn Genserowski et du guitariste Axel Kurth avec le chanteur Jochen Bix. En 1986 il change de nom : « Wieso » devient « Wizo ». Ils apparaissent en public la première fois en 1987. En 1988, ils enregistrent leur première cassette de démonstration avant d'en enregistrer une seconde en 1990. 
Le premier album studio du groupe paraît en 1991 avec Axel Kurth au chant, qui remplace temporairement Jochen. En 1992 paraît le single Roy Black ist tot, celui à qui l'on doit Der Hahn ist tot et s'est vu décerner le titre du plus mauvais single de l'année par le journal Bild-Zeitung. Wizo reprend en 1993 le tube pop du groupe Ace of Base All that She Wants. Après l'album Bleib tapfer en 1992, UUAARRGH! paraît en 1994 et se vend à plus de 100 000 exemplaires. Ces deux albums se voient réédités avec une version karaoké de la chanson Kein Gerede.
Le groupe entretient une collaboration étroite avec le groupe punk américain NOFX, avec le groupe allemand Die Ärzte, et avec le groupe japonais Hi Standard avec lesquels ils composeront Weihnachten stinkt.
En mars 2005, Wizo annonce sa séparation à la fin de la tournée en cours.

### Retour (depuis 2009)
Puis le groupe se reforme en 2009 avec Axel Kurth au chant et à la guitare, Thomas Guhl à la batterie, et Thorsten « Karachoo » Schwämmle à la basse, prévoyant un album et une tournée pour l'année 2010. Après quelques concerts en 2010 et 2011, ce n'est finalement qu'en juin 2014 que le groupe, avec désormais Ralf Dietel (qui a officié comme 2e guitariste lors des concerts de 2010 et 2011, également membre du groupe Krashkarma) à la basse, sort son nouvel album Punk gibt's nicht umsonst! (Teil III), et annonce une tournée pour l'automne 2014. Le 13 juin 2014 sort l'album Punk gibt's nicht umsonst! (Teil III) qui est suivi par une tournée. À cette période, ils changent de bassiste pour Ralf Dietel.
Le 25 juin 2016, le groupe participe à l'Amnesia Rockfest de Montebello, au Québec, jouant leur nouveau single, Adagio.

## Discographie

### Albums studio
- 1991 : Für’n Arsch
- 1992 : Bleib tapfer
- 1992 : Bleib tapfer / für’n Arsch
- 1994 : UUAARRGH!
- 1995 : Herrénhandtasche
- 2004 : Anderster
- 2014 : Punk gibt’s nicht umsonst! (Teil III)
- 2016 : DER

### Démos
- 1988 : Keiner ist kleiner'
- 1990 : Gute Freunde

### Best-of
- 1997 : Mindhalálig Punk (split avec Aurora)
- 1998 : Kraut & Rüben

### Singles
- 1991 : Klebstoff (7")
- 1992 : Roy Black ist tot
- 1993 : All that she wants (7" / 12" / EP / single-CD)
- 1994 : Das goldene Stück Scheiße (7"-picture disc)
- 1994 : Hey Thomas (Maxi-CD)
- 1996 : Doof wie Scheiße (7")
- 1998 : Weihnachten stinkt! (7" / maxi-CD – split avec Hi-Standard)
- 2016 : Adagio (MP3)

### Autres
- 1988 : Sterntalern Live in Herrenberg (cassette, démo, album live)
- 1994 : Uuaarrgh! (CD, promo)
- 1996 : WIZO-Raritäten (cassette)
- 2004 : Stick-EP (EP fourni par clé USB)

### Samplers
- 1989 : Peinlich Peinlich Ist Hier Alles (cassette)
- 1992 : Schlachtrufe BRD II
- 1992 : Willkommen zur Alptraummelodie
- 1993 : Vitaminepillen
- 1994 : Bring Back the Vinyl
- 1995 : Punk Uprisings
- 1995 : Flashing in the pit
- 1995 : Pogo Strut Slam Swivel and Mosh
- 1995 : Survival of the fattest
- 1996 : Partisanen III
- 1996 : Punk Chartbusters
- 1997 : GötterDÄmmerung (album-hommage)
- 1997 : Stay Wild!
- 1998 : Moto XXX Soundtrack
- 1998 : Short music for short people
- 1999 : Life in the fat lane
- 2000 : Rock Explosion
- 2002 : Live fat, Die Young
- 2002 : Pankerknacker Hörspiel-CD
- 2002 : Uncontrollable Fatulance
- 2003 : Aggropop Now
- 2003 : Punk Rock BRD Punkhistory
- 2004 : Nazis Raus!
- 2004 : Undercover
- 2004 : Punk Rock BRD II Punkhistory
- 2009 : Rotten Schwuchtel Sampler (Gay Edge Liberation)
- 2009 : Wrecktrospective
- 2014 : Kein Bock auf Nazis Sampler (limité à 30 000 exemplaires[5])

### Apparitions
- 1992 : Kein Gerede – Live (Schlachtrufe BRD II)
- 1994 : OK Fred (Bring Back the Vinyl, Aggropop Now!)
- 1997 : Anneliese Schmidt
- 1999 : The Count Short Music for Short People
- 2001 : R.A.F. (Live Fat, Die Young)
- 2002 : I Hate You (Uncontrollable Fatulance)

2018 : Axel Kurth fait  une apparition sur l'album des 3 Fromages Maman j'ai raté l'album, en reprenant Ça plane pour moi de Plastic Bertrand, en duo avec le groupe.